# ST Aerospace
ST Engineering Aerospace (ST Aerospace) est une filiale du conglomérat singapourien ST Engineering (Singapore Technologies Engineering Ltd).

## Historique

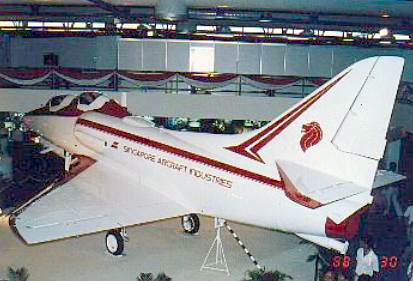
Une maquette à échelle 1 du TA-4SU, exposée sur le stand de Singapore Aircraft Industries (SAI), lors de l'exhibition Asian Aerospace de 1988.

Fondée en 1975 sous le nom de Singapore Aircraft Industries (SAI), elle est spécialisée dans le secteur aéronautique et spatial et destinée à l’origine à la maintenance des aéronefs de la Force aérienne de la république de Singapour.
Elle a assemblé entre autres des A-4 Skyhawk venus des États-Unis et créé une version modernisée de ces derniers, le ST Aerospace A-4SU Super Skyhawk, entré en service en 1989. 
Elle est, en 1977, l'une des deux plus importantes sociétés parmi la vingtaine de ce secteur à Singapour avec la branche locale de Sundstrand. Elle a alors 2 000 employés, dont 160 ingénieurs, au sein de six filiales dont deux dépendent du Ministère de la Défense de Singapour :
- Singapore Aerospace Maintenance (SAMCO)
- Singapore Aerospace Manufacturing (SAM)
- Singapore Aero-Component Overhaul (SAC)
- Singapore Electronic and Enginerring (SEEL)
- Singapore Aerospace Warehousing and Suppliers (SAWS)
- Singapore Aero-Engine Overhaul (SAOE)

Son activité est variée. Elle a participé à la conception du Eurocopter EC120 Colibri.
Elle concerne principalement la fabrication de pièces et de la maintenance d'avions. 
Elle est en 2012 le plus important fournisseur de maintenance conditionnelle aéronautique au monde, avec 11,5 millions d’hommes-heures de maintenance des cellules en 2012, contre 8,78 millions en 2010, elle emploie plus de 8 000 personnes dans de nombreuses filiales. La capacité mondiale à cette date est de 38 places pour avions gros porteurs, 27 appareils à fuselage étroit et 24 appareils de l'aviation générale. En 2017, elle est toujours au premier rang.
Aux États-Unis, elle dispose en 2019 de sites à San Antonio, au Texas, et a Pensacola en Floride.